# Chrysler PT Cruiser
La Chrysler PT Cruiser è un'automobile presentata dalla casa automobilistica statunitense Chrysler nel 2000 e rimasta in produzione sino al 2010.

## Caratteristiche
La PT Cruiser è una berlina hatchback a 5 porte con linea monovolume, caratterizzata da un design originale spiccatamente retrò, che ricorda vagamente le vecchie auto degli anni trenta. È entrata in produzione nel 2000, come modello di base della gamma Chrysler. Dal 2004 al 2008 è stata disponibile anche nella versione cabriolet a 3 porte con capote a comando elettrico. Lo spazio interno è notevole, anche se è irregolare a causa della forma particolare della vettura. La sua rivale principale è la Chevrolet HHR, disegnata dallo stesso designer, Bryan Nesbitt.
Meccanicamente si tratta di una vettura con motore e trazione anteriori, motorizzata con propulsori a benzina con cilindrate comprese tra 1,6 e 2,4 litri oppure con motore diesel common rail da 2,2 litri.

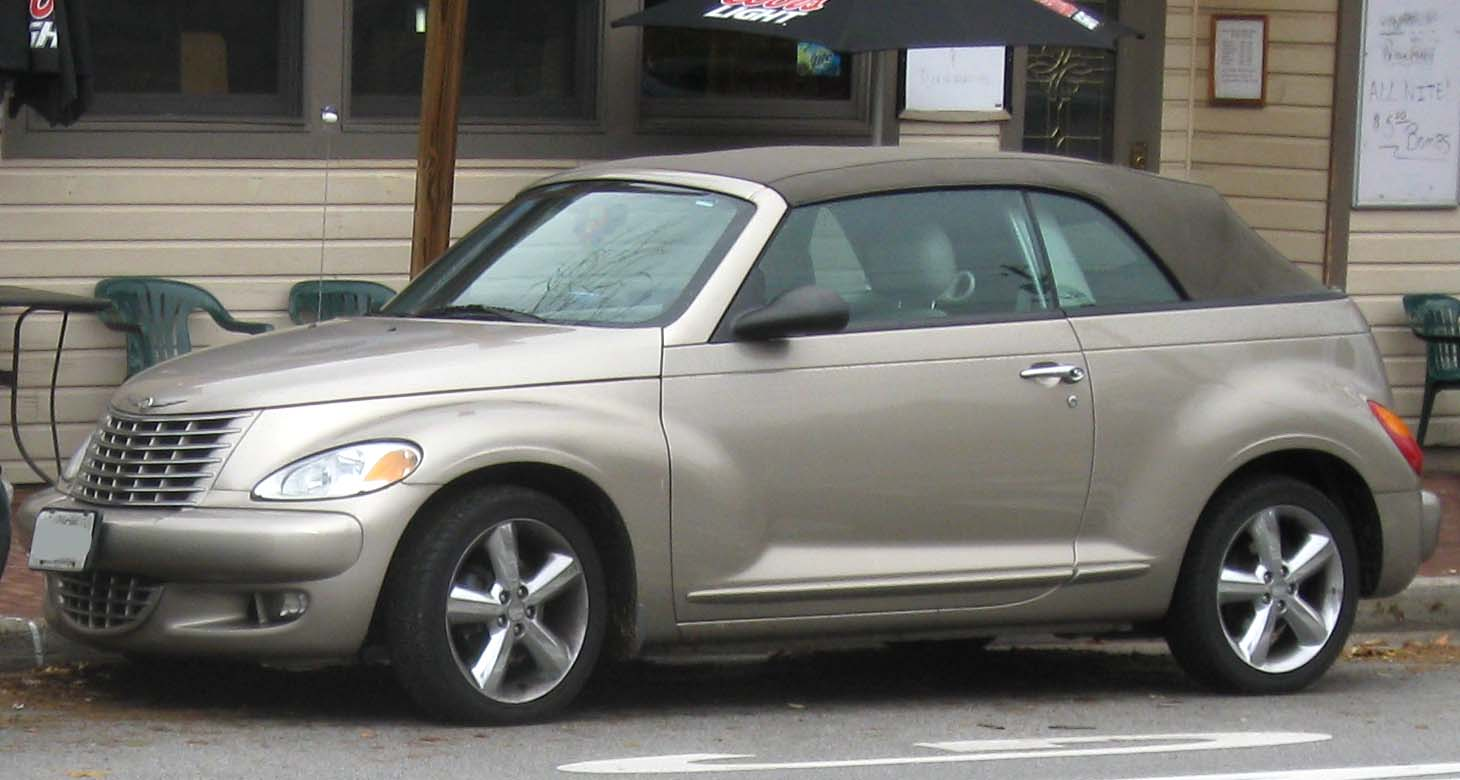
Una PT Cruiser cabriolet

La PT Cruiser è stata sottoposta al crash test dell'EuroNCAP nel 2002, in cui ha ottenuto 3 stelle su 5 per quanto riguarda la sicurezza automobilistica.
Nel 2006 l'auto ha subito dei ritocchi estetici concentrati soprattutto nel frontale (nuovi gruppi ottici a goccia e calandra cromata), che hanno contribuito a mantenerla più attuale. A seguito della crisi economica internazionale e al riassetto del gruppo Chrysler, già nel 2009 è stata annunciata l'interruzione della produzione per l'anno successivo.
Il 9 luglio 2010, dopo 1,35 milioni di esemplari prodotti in undici anni, l'ultima PT Cruiser, una Classic 2.4 in colore White Stone con cambio automatico, è uscita dalle catene di montaggio di Toluca, in Messico, l'unico stabilimento che la produceva dopo che per qualche tempo era stata prodotta anche a Graz, in Austria, per far fronte alla massiccia domanda iniziale di questo modello anche da parte del mercato europeo.
Le linee di montaggio messicane della PT Cruiser saranno poi modificate per produrre la Fiat 500 per il mercato americano.

## Motorizzazioni
Benzina:
- 1.6 116 CV
- 2.0 141 CV
- 2.4 143 (fino anno 2005) 150 (dall anno 2006 in poi) CV
- 2.4 turbo 215 (anno 2003), 223 (anno 2004), 233 (dal 2005 in poi) CV (disponibile solo per la versione Cabrio GT in Italia, importato ufficialmente da 4/2004 a 9/2004 solo versione 223 CV)

Diesel:
- 2.2 CRD 120 CV
- 2.2 CRD 150 CV